# Stiftelsen för teknikens främjande
Stiftelsen för teknikens främjande (finska: Tekniikan edistämissäätiö) är en finländsk stiftelse.
Stiftelsen grundades 1949 i Helsingfors inför Tekniska högskolans 100-årsjubileum med uppgift att främja och utveckla den tekniska forskningen och undervisningen, att understödja fortbildningen av ingenjörer och arkitekter samt att dela ut stipendier till begåvade teknikstuderande.